# Мистецтво любові
Мистецтво любові (нім. Die Kunst des Liebens) — популярна робота соціального критика і психолога Еріха Фромма, яка вперше була опублікована в Нью-Йорку в 1956 році. Разом з книгою «Мати чи бути?» (нім. Haben oder Sein), що вийшла 20 років потому, вона є одним з найвідоміших його творів, який став бестселером. У книзі йдеться про романтичне розуміння любові, яке домінувало у західному світі у ХХ столітті, що заохочувало людей поводитися у коханні по-ринковому і вбачати проблеми виключно в іншій людині або в тому, що її не люблять чи люблять недостатньо. Він протиставляє цьому розумінню зміщення перспективи на власну здатність любити, на мистецтво любити.

## Загальні відомості
В основу роботи покладено думку Фромма про те, що любов вимагає знань та активних зусиль. Згідно з цим поглядом, кохання — це не просто красиве почуття, якому людина віддає себе. Для більшості людей проблема любові полягає в тому, щоб бути коханим, а не у власній здатності любити. На думку Фромма, прагнення цих людей бути коханими по суті є сумішшю прагнення до популярності й сексуальної привабливості.
Крім того, більшість людей вважали проблему кохання проблемою об'єкта кохання, а не власної здатності чи нездатності кохати. Фромм пов'язує це, серед іншого, зі зміною розуміння любові у західному світі у ХХ столітті, в ході якої концепція романтичного кохання начебто трансформувалася з ідеально-аспіраційного бажаного в ринково-кон'юнктурний факт. Тепер у ставленні до кохання люди поводилися по-ринковому: почуття закоханості розвивалося, як правило, лише щодо тих «людських предметів», які були в межах можливостей індивіда до обміну (див. також маркетинговий характер). Ще одну проблему Фромм вбачає в тому, що багато людей плутають первинну закоханість («falling in love») і тривале кохання («being in love»).
Крім опанування теорією, якій він присвячує 2-й розділ — найбільшу частину книги, і практики любові, якій він присвячує 4-й, останній розділ, Фромм згадує ще один складовий елемент: любові необхідно надавати найвищий пріоритет в житті, перед успіхом, престижем, грошима і владою.

## Переклад українською
Еріх Фромм. Мистецтво любові / Пер. з англ. В. І. Кучменко. Харків: «КСД», 2017. 192 с. ISBN 978-617-12-3141-2